# 普法尔茨统治者列表

莱茵普法尔茨的徽章

这个列表是关于德国历史上的普法尔茨领地的统治者（直译：「莱茵行宫伯爵」）。关于普法尔茨一词的含义，请参见条目萊茵-普法茲伯國 / 普法茲選侯國。

## 洛林-普法爾茨伯爵（915年－1085年）
- 威格里克（英语：Wigeric of Lotharingia） 915年–922年
- 戈特弗里德（英语：Godfrey of Jülich） 於利希伯爵 约940年

### 埃措南王朝
- 赫爾曼一世（英语：Herman I, Count Palatine of Lotharingia） 945年–994年
- 埃佐（英语：Ezzo, Count Palatine of Lotharingia） 994年–1034年
- 奥托一世 1034年–1045年
- 亨利一世（英语：Henry I, Count Palatine of Lotharingia） 1045年–1061年
- 赫爾曼二世（英语：Hermann II, Count Palatine of Lotharingia） 1061年–1085年

## 萊茵-普法爾茨伯爵

### 拉赫王朝
- 亨利二世（英语：Henry of Laach） 1085年–1095年

### 阿斯坎尼王朝
- 西格弗里德（英语：Siegfried of Ballenstedt） 1095年–1113年

### 卡尔夫王朝
- 戈特弗里德（德语：Gottfried von Calw） 1113年–1129年

### 阿斯坎尼王朝
- 拜倫施塔特的威廉（德语：Wilhelm (Weimar-Orlamünde)） 1129年–1139年

### 巴本堡王朝
- 亨利三世 1139年–1142年

### 施塔莱克王朝
- 赫爾曼三世（德语：Hermann von Stahleck） 1142年–1155年

### 霍亨斯陶芬王朝
- 霍亨斯陶芬的康拉德 1156年–1195年

### 韦尔夫王朝
- 亨利五世 1195年–1212年
- 亨利六世 1212年–1214年

### 维特尔斯巴赫王朝
- 1214年－1228年：路德维希一世    Ludwig I der Kelheimer    巴伐利亚公爵奥托一世次子，兼巴伐利亚公爵，绰号“凯尔海姆人”
- 1228年－1253年：奥托二世    Otto II der Erlauchte    路德维希一世之子，兼巴伐利亚公爵，绰号“尊贵的”
- 1253年－1294年：路德维希二世    Ludwig II der Strenge    奥托二世长子，兼上巴伐利亚公爵，绰号“严厉的”
- 1294年－1317年：鲁道夫一世    Rudolf I    路德维希二世长子，兼上巴伐利亚公爵，1317年被弟弟路德维希四世打败退位，并将上巴伐利亚交给路德维希四世，维特尔斯巴赫王朝分为普法尔茨系和巴伐利亚系
- 1319年－1327年：阿道夫    Adolf    鲁道夫一世次子
- 1327年－1353年：魯道夫二世    Rudolf II der Blinde    鲁道夫一世第三子，绰号“瞎子”
- 1353年－1356年：鲁普雷希特一世    Ruprecht I der Rote    鲁道夫一世第四子，绰号“红人”，1356年升为选侯

1356年，莱茵-普法尔茨伯爵被皇帝查理四世选为七大选侯之一。

## 普法尔茨选侯

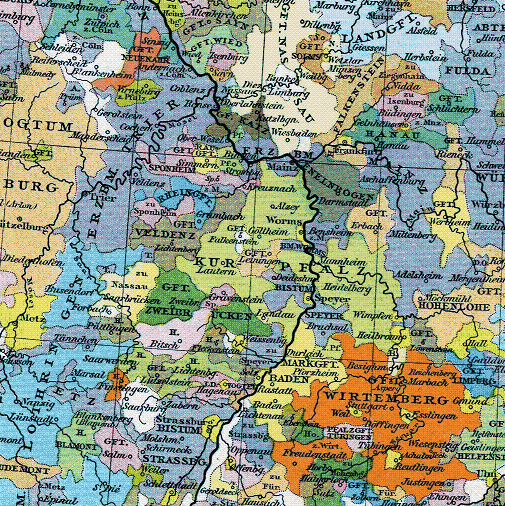
15世纪的普法尔茨选侯国

| 普法爾茨長系                       |                           |                                 | |
| 肖像                               | 姓名                      | 統治時間                        | 備註 |
|                                    | 鲁普雷希特一世 （紅髮）   | 1356年1月10日 - 1390年2月16日   | 首位普法爾茨選侯 |
|                                    | 鲁普雷希特二世 （哈特）   | 1390年2月16日 - 1398年1月8日    | 魯普雷希特一世侄子，阿道夫長子 |
|                                    | 鲁普雷希特三世            | 1398年1月8日 - 1410年5月18日    | 魯普雷希特二世次子，1400年被選為羅馬人民的國王 |
|                                    | 路德维希三世 （鬍子）     | 1410年5月18日 - 1436年12月30日  | 魯普雷希特三世第三子 |
|                                    | 路德维希四世 （溫和的）   | 1436年12月30日 - 1449年8月13日  | 路德維希三世長子 |
|                                    | 腓特烈一世 （勝利的）     | 1449年8月13日 - 1476年12月12日  | 路德維希三世次子，後代為勒文斯泰因-韦尔泰姆伯爵和親王 |
|                                    | 菲利普 （真誠的）         | 1476年12月12日 - 1508年2月28日  | 路德維希四世獨子 |
|                                    | 路德维希五世 （和平的）   | 1508年2月28日 - 1544年3月16日   | 菲利普長子 |
|                                    | 腓特烈二世 （智者）       | 1544年3月16日 - 1556年2月26日   | 菲利普第四子 |
|                                    | 鄂圖·海因里希             | 1556年2月26日 - 1559年2月12日   | 菲利普第三子鲁普雷希特長子，腓特烈二世侄子 |
| 普法爾茨-锡门支系                  |                           |                                 | |
| 肖像                               | 姓名                      | 統治時間                        | 備註 |
|                                    | 弗里德里希三世 （虔誠者） | 1559年2月12日 - 1576年10月26日  | 1559年，普法爾茨長系絕嗣，選侯由锡门公爵弗里德里希繼承，作為一名堅定的加爾文教信徒，弗里德里希使普法爾茨選侯國成為歐洲著名的加爾文教中心並且致力援助尼德蘭和法蘭西王國境內的加爾文教信徒                                                                                       |
|                                    | 路德維希六世              | 1576年10月26日 - 1583年10月22日 | 弗里德里希三世長子 |
|                                    | 弗里德里希四世 （正義的） | 1583年10月22日 - 1610年9月19日  | 路德維希六世第四子，新教聯盟的創立者和首領 |
|                                    | 弗里德里希五世 （冬王）   | 1610年9月19日 - 1623年2月23日   | 弗里德里希四世長子，與英格蘭國王詹姆斯一世之女伊莉莎白結婚，1619年應波希米亞王國議會的邀請，接受波希米亞王位，1620年在白山之戰中被擊敗，普法爾茨選侯國被巴伐利亞和西班牙軍隊佔領，因統治波希米亞王國僅一個冬天，被戲稱為"冬王"，1623年他的選侯稱號連同普法爾茨領地被皇帝革除。 |
| 巴伐利亞幼系                       |                           |                                 | |
| 肖像                               | 姓名                      | 統治時間                        | 備註 |
|                                    | 馬克西米利安一世          | 1623年2月23日 - 1648年10月24日  | 短暫擁有普法爾茨選侯頭銜和領土，1648年后統治巴伐利亞和上普法爾茨 |
| 普法爾茨-锡门支系                  |                           |                                 | |
| 肖像                               | 姓名                      | 統治時間                        | 備註 |
|                                    | 卡爾一世·路德維希         | 1648年10月24日 - 1680年8月28日  | 弗里德里希五世次子，憑藉《威斯特法利亞條約》收回下普法爾茨和選侯，但低於其餘七位選侯 |
|                                    | 卡爾二世                  | 1680年8月28日 - 1685年5月26日   | 卡爾一世·路德維希長子，最後的锡门系選侯 |
| 普法爾茨-諾伊堡支系                |                           |                                 | |
| 肖像                               | 姓名                      | 統治時間                        | 備註 |
|                                    | 菲利普·威廉               | 1685年5月26日 - 1690年9月2日    | 1685年，锡门支系絕嗣，菲利普.威廉繼任選侯，馬克西米利安一世外甥 |
|                                    | 約翰·威廉                 | 1690年9月2日 - 1716年6月8日     | 菲利普.威廉長子 |
|                                    | 卡爾三世·菲利普           | 1716年6月8日 - 1742年12月31日   | 菲利普.威廉次子，最後的諾伊堡系選侯，1720年把官邸從海德堡移往曼海姆 |
| 普法尔茨-诺伊堡-苏尔茨巴赫支系     |                           |                                 | |
| 肖像                               | 姓名                      | 統治時間                        | 備註 |
|                                    | 卡爾·特奧多爾             | 1742年12月31日 - 1799年2月16日  | 諾伊堡系絕嗣后繼承普法爾茨選侯，1777年巴伐利亞幼系絕嗣后繼承巴伐利亞選侯，普法爾茨選侯併入巴伐利亞選侯 |
| 普法尔茨-茨韦布吕肯-比肯费尔德支系 |                           |                                 | |
| 肖像                               | 姓名                      | 統治時間                        | 備註 |
|                                    | 马克西米利安二世·约瑟夫   | 1799年2月16日 - 1803年4月27日   | 苏尔茨巴赫系絕嗣后繼承普法爾茨和巴伐利亞選侯，维特尔斯巴赫家族領地在1799年由一個統治者管理，普法爾茨選侯國因法國大革命戰爭解體，左側領土在1795年被法軍佔領，右邊領土併入巴登藩侯國，萊茵-普法爾茨至此不復存在，1806年神聖羅馬帝國解體，選侯的權利終止                          |

## 普法尔茨-诺伊马克伯爵
| 普法爾茨-諾伊馬克支系 |                         |                                   |                                                                                        |
| 肖像                  | 姓名                    | 統治時間                          | 備註                                                                                   |
|                       | 約翰 （"上普法爾茨人"） | 1410年5月18日 - 1443年3月14日     | 鲁普雷希特三世第四子                                                                   |
|                       | 克里斯托弗              | 1443年3月14日 - 1448年1月5日或6日 | 約翰幼子，1440年起为丹麦国王，称克里斯托弗三世；1441年起兼瑞典国王；1442年起兼挪威国王 |

1448年，普法尔茨-诺伊马克绝嗣，归于普法尔茨-莫斯巴赫伯國。

## 普法尔茨-锡门-茨韦布吕肯伯爵
1410年，普法尔茨長系分出普法尔茨-诺伊马克（Pfalz-Neumarkt）、普法尔茨-锡门-茨韦布吕肯（Pfalz-Simmern-Zweibrücken）和普法尔茨-莫斯巴赫（Pfalz-Mosbach）等支系。
| 普法尔茨-锡门-茨韦布吕肯支系 |        |                               |                      |
| 肖像                         | 姓名   | 統治時間                      | 備註                 |
|                              | 斯特凡 | 1410年10月3日 - 1459年2月14日 | 鲁普雷希特三世第五子 |

1453年，普法尔茨-锡门-茨韦布吕肯分为普法尔茨-锡门（Pfalz-Simmern）和普法尔茨-茨韦布吕肯（Pfalz-Zweibrücken）。

### 普法尔茨-锡门伯爵
| 普法尔茨-锡门支系 |                             |                                |                      |
| 肖像              | 姓名                        | 統治時間                       | 備註                 |
|                   | 腓特烈一世 （洪斯吕克山人） | 1459年2月14日 - 1480年11月29日 | 斯特凡長子           |
|                   | 約翰一世                    | 1480年11月29日 - 1509年1月27日 | 弗里德里希一世第三子 |
|                   | 約翰二世                    | 1509年1月27日 - 1557年5月18日  | 約翰一世次子         |

1559年2月12日，普法爾茨長系絕嗣，普法爾茨-锡门支系繼承選侯

#### 普法尔茨-锡门-斯彭海姆伯爵
| 普法尔茨-锡门-斯彭海姆支系 |          |                               |                |
| 肖像                       | 姓名     | 統治時間                      | 備註           |
|                            | 格奧爾格 | 1559年 - 1569年5月17日        | 約翰二世次子   |
|                            | 萊夏德   | 1569年5月17日 - 1598年1月13日 | 約翰二世第三子 |

1598年，普法尔茨-锡门-斯彭海姆支绝嗣，归于普法尔茨选侯。

### 普法尔茨-茨韦布吕肯公爵
| 普法尔茨-茨韦布吕肯支系 |                           |                                |                  |
| 肖像                    | 姓名                      | 統治時間                       | 備註             |
|                         | 路德維希一世 （"黑人"）   | 1453年 - 1489年7月19日         | 斯特凡第四子     |
|                         | 卡斯帕                    | 1489年7月19日 - 1490年         | 路德維希一世長子 |
|                         | 亞歷山大 （"瘸子"）       | 1490年7月19日 - 1514年10月21日 | 路德維希一世次子 |
|                         | 路德維希二世 （"年輕人"） | 1514年10月21日 - 1532年12月3日 | 亞歷山大長子     |
|                         | 沃爾夫岡                  | 1532年12月3日 - 1569年6月11日  | 路德維希二世長子 |

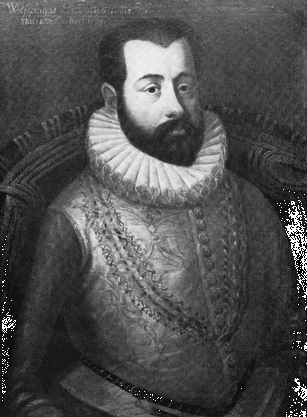
普法尔茨-茨韦布吕肯公爵沃尔夫冈

1543年，普法尔茨-茨韦布吕肯分出普法尔茨-费尔登茨（Pfalz-Veldenz）。
1569年，普法尔茨-茨韦布吕肯分为普法尔茨-诺伊堡（Pfalz-Neuburg）、普法尔茨-茨韦布吕肯（幼支）、普法尔茨-苏尔茨巴赫（Pfalz-Sulzbach）、普法尔茨-茨韦布吕肯-福恩施特劳斯-帕克施泰因（Pfalz-Zweibrücken-Vohenstrauß-Parkstein）、普法尔茨-茨韦布吕肯-比肯费尔德（Pfalz-Zweibrücken-Birkenfeld）。

#### 普法尔茨-诺伊堡公爵
| 普法尔茨-諾伊堡支系 |                 |                               |                                                   |
| 肖像                | 姓名            | 統治時間                      | 備註                                              |
|                     | 菲利普·路德維希 | 1569年 - 1614年8月22日        | 沃爾夫岡長子                                      |
|                     | 沃爾夫岡·威廉   | 1614年8月22日 - 1653年9月14日 | 菲利普·路德維希長子，1614年為于利希公爵、貝格公爵 |
|                     | 菲利普·威廉     | 1653年9月14日 - 1690年9月12日 | 沃爾夫岡·威廉長子                                 |

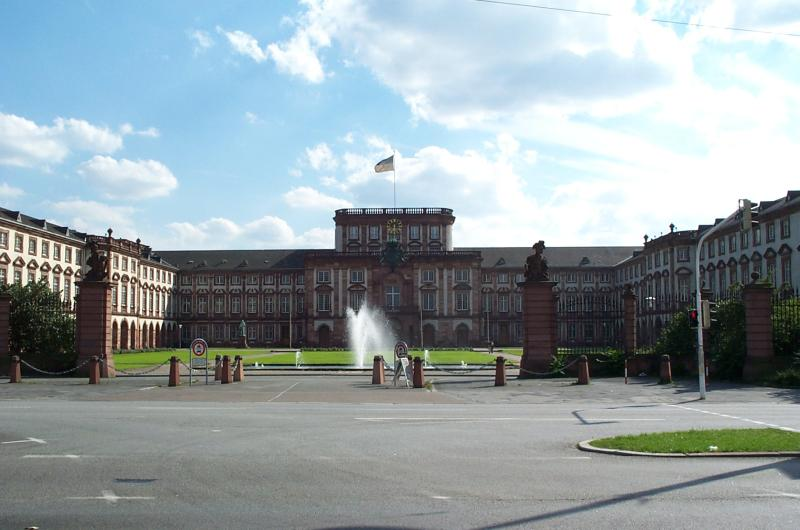
曼海姆选侯宫，1720年起，曼海姆成为普法尔茨选侯国的都城

1614年，普法尔茨-诺伊堡分出普法尔茨-苏尔茨巴赫（第二次分封）。
1685年，普法爾茨-锡门支系絕嗣，普法尔茨-诺伊堡支系繼承選侯。
1742年，普法尔茨-诺伊堡支绝嗣，选侯资格归于苏尔茨巴赫支。

##### 普法尔茨-苏尔茨巴赫公爵
| 第二普法尔茨-苏尔茨巴赫支系 |                     |                                |                                                                                         |
| 肖像                        | 姓名                | 統治時間                       | 備註                                                                                    |
|                             | 奥古斯特            | 1614年8月22日 - 1632年8月14日  | 菲利普.路德維希次子                                                                     |
|                             | 克里斯蒂安·奥古斯特 | 1632年8月14日 - 1708年4月23日  | 奧古斯特長子                                                                            |
|                             | 特奧多爾·歐斯塔赫   | 1708年4月23日 - 1732年7月11日  | 克里斯蒂安·奥古斯特幼子                                                                 |
|                             | 約翰·克里斯蒂安     | 1732年7月11日 - 1733年7月20日  | 特奧多爾·歐斯塔赫第三子                                                                 |
|                             | 卡爾·特奧多爾       | 1733年7月20日 - 1742年12月31日 | 約翰·克里斯蒂安長子，諾伊堡支系絕嗣后，繼任普法爾茨選侯，1777年12月30日起為巴伐利亚选侯 |

1799年，普法尔茨-苏尔茨巴赫绝嗣，归于比肯费尔德支。

#### 普法尔茨-茨韦布吕肯公爵
| 普法尔茨-茨韦布吕肯幼支系 |          |                               |              |
| 肖像                      | 姓名     | 統治時間                      | 備註         |
|                           | 約翰一世 | 1569年6月11日 - 1604年8月12日 | 沃爾夫岡次子 |
|                           | 約翰二世 | 1604年8月12日 - 1635年8月9日  | 約翰一世次子 |
|                           | 腓特烈   | 1635年8月9日 - 1661年7月9日   | 約翰二世長子 |

1604年，普法尔茨-茨韦布吕肯支系分出普法尔茨-茨韦布吕肯-兰茨贝格支系（Pfalz-Zweibrücken-Landsberg）和普法尔茨-茨韦布吕肯-克莱堡支系（Pfalz-Zweibrücken-Kleeburg）。
1661年，普法尔茨-茨韦布吕肯幼支绝嗣，归于普法尔茨-茨韦布吕肯-兰茨贝格支系。

##### 普法尔茨-茨韦布吕肯-兰茨贝格公爵
| 普法尔茨-茨韦布吕肯-兰茨贝格支系 |                               |                                                   |
| 姓名                             | 統治時間                      | 備註                                              |
| 腓特烈·卡西米爾                  | 1604年8月12日 - 1645年9月30日 | 约翰一世第三子                                    |
| 腓特烈·路德维希                  | 1645年9月30日 - 1681年4月11日 | 弗里德里希·卡西米尔次子，1661年得到茨韦布吕肯公國 |

1681年，普法尔茨-茨韦布吕肯-兰茨贝格支系绝嗣，归于普法尔茨-茨韦布吕肯-克莱堡支系。

##### 普法尔茨-茨韦布吕肯-克莱堡公爵
| 普法尔茨-茨韦布吕肯-克莱堡支系 |                          |                                |                                               |
| 肖像                           | 姓名                     | 統治時間                       | 備註                                          |
|                                | 約翰·卡西米爾            | 1604年8月12日 - 1652年6月18日  | 约翰一世第四子                                |
|                                | 卡爾·古斯塔夫            | 1652年6月18日 - 1654年6月7日   | 1654年至1660年間的瑞典國王為约翰·卡西米尔長子 |
|                                | 阿道夫·約翰一世          | 1654年6月7日 - 1689年10月24日  | 约翰·卡西米尔次子                             |
|                                | 阿道夫·约翰二世          | 1689年10月24日 - 1701年4月27日 | 阿道夫·约翰一世第三子                         |
|                                | 古斯塔夫·薩穆爾·利奧波德 | 1701年4月27日 - 1731年9月17日  | 阿道夫·约翰一世幼子                           |

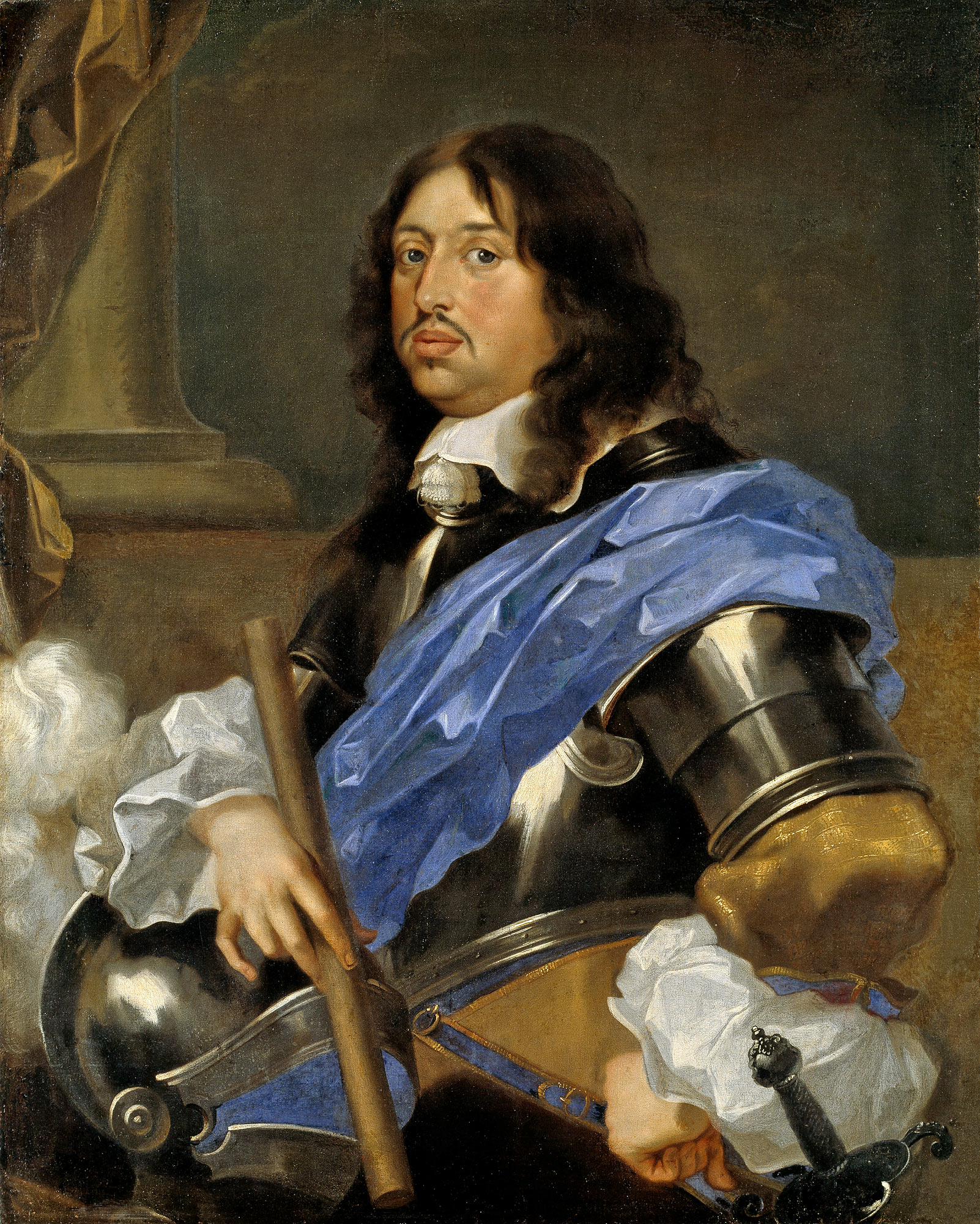
普法尔茨-茨韦布吕肯王朝的第一位瑞典国王卡尔十世·古斯塔夫

1731年，普法尔茨-茨韦布吕肯各支均绝嗣，茨韦布吕肯公国归于比肯费尔德。

#### 普法尔茨-苏尔茨巴赫伯爵
| 第一普法尔茨-苏尔茨巴赫支系 |                               |                |
| 姓名                        | 統治時間                      | 備註           |
| 奧托·亨利                   | 1569年6月11日 - 1604年8月29日 | 沃尔夫冈第三子 |

1604年，普法尔茨-苏尔茨巴赫支系绝嗣，归于普法尔茨-诺伊堡支系。

#### 普法尔茨-茨韦布吕肯-福恩施特劳斯-帕克施泰因公爵
| 普法尔茨-茨韦布吕肯-福恩施特劳斯-帕克施泰因支系 |        |                                |                |
| 肖像                                            | 姓名   | 統治時間                       | 備註           |
|                                                 | 腓特烈 | 1569年6月11日 - 1597年12月17日 | 沃尔夫冈第四子 |

1597年，普法尔茨-茨韦布吕肯-福恩施特劳斯-帕克施泰因支系绝嗣，归于普法尔茨-诺伊堡支系。

#### 普法尔茨-茨韦布吕肯-比肯费尔德公爵
| 普法尔茨-茨韦布吕肯-比肯费尔德支系 |                              |                                 | |
| 肖像                               | 姓名                         | 統治時間                        | 備註 |
|                                    | 卡尔一世                     | 1569年6月11日 - 1600年12月16日  | 沃尔夫冈第五子 |
|                                    | 格奧爾格·威廉                | 1600年12月16日 - 1669年12月25日 | 卡爾一世長子 |
|                                    | 卡爾二世·奧托                | 1669年12月25日 - 1671年3月30日  | 格奧爾格·威廉唯一的兒子 |
|                                    | 克里斯蒂安二世               | 1671年3月30日 - 1717年4月26日   | 卡爾一世幼子比肯费尔德-比施魏勒公爵克里斯蒂安一世第四子，1654年至1671年为普法尔茨-比肯费尔德-比施魏勒公爵，1671年起为普法尔茨-茨韦布吕肯-比肯费尔德公爵              |
|                                    | 克里斯蒂安三世               | 1717年4月26日 - 1735年2月3日    | 克里斯蒂安二世次子，1731年得到茨韦布吕肯公國，称普法尔茨-茨韦布吕肯公爵                                                                                              |
|                                    | 克里斯蒂安四世               | 1735年2月3日 - 1775年11月5日    | 克里斯蒂安三世長子 |
|                                    | 卡爾三世·奥古斯特·克里斯蒂安 | 1775年11月5日 - 1795年4月1日    | 克里斯蒂安三世次子弗里德里希·米夏埃尔长子 |
|                                    | 馬克西米利安·约瑟夫          | 1795年4月1日 - 1797年11月4日    | 克里斯蒂安三世次子弗里德里希·米夏埃尔第三子，1795年繼任茨韦布吕肯-比肯费尔德公爵，兩年後公國被法軍佔領，1799年成為巴伐利亞和普法爾茨選侯，1806年為第一任巴伐利亞國王 |

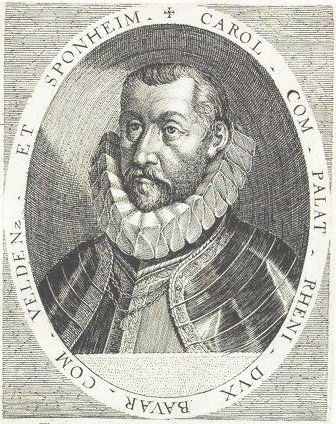
普法尔茨-茨韦布吕肯-比肯费尔德公爵卡尔一世，他是巴伐利亚王室的直系祖先

1654年，普法尔茨-茨韦布吕肯-比肯费尔德分出普法尔茨-盖尔恩豪森支系（Pfalz-Gelnhausen）。

##### 普法尔茨-比肯费尔德-盖尔恩豪森公爵
| 普法尔茨-比肯费尔德-盖尔恩豪森支系 |                    |                               |                                                                                            |
| 肖像                               | 姓名               | 統治時間                      | 備註                                                                                       |
|                                    | 约翰·卡尔          | 1654年9月6日 - 1704年2月21日  | 卡爾一世幼子克里斯蒂安一世第五子                                                           |
|                                    | 腓特烈·伯恩哈德    | 1704年2月21日 - 1739年8月5日  | 约翰·卡尔長子                                                                              |
|                                    | 約翰               | 1739年8月5日 - 1780年2月10日  | 约翰·卡尔次子                                                                              |
|                                    | 卡爾.约翰.路德維希 | 1780年2月10日 - 1789年3月31日 | 约翰長子                                                                                   |
|                                    | 威廉               | 1789年3月31日 - 1799年2月16日 | 约翰次子，1799年為巴伐利亚里的公爵（Herzog in Bayern）。奥地利皇后伊丽莎白便来自这个家族。 |

#### 普法尔茨-费尔登茨公爵
| 普法尔茨-费尔登茨支系 |                   |                               |                       |
| 肖像                  | 姓名              | 統治時間                      | 備註                  |
|                       | 鲁普雷希特        | 1543年10月3日 - 1544年7月28日 | 亞歷山大幼子          |
|                       | 格奧爾格·約翰一世 | 1544年7月28日 - 1592年4月18日 | 鲁普雷希特唯一的兒子  |
|                       | 格奧爾格·古斯塔夫 | 1592年4月18日 - 1634年6月3日  | 格奥尔格·约翰一世長子 |
|                       | 利奧波德·路德維希 | 1634年6月3日 - 1694年9月29日  | 格奥尔格·古斯塔夫幼子 |

1592年，普法尔茨-费尔登茨分出普法尔茨-吕策尔施泰因（Pfalz-Lützelstein）和普法尔茨-古滕贝格（Pfalz-Guttenberg）。
1694年，普法尔茨-费尔登茨绝嗣，归于普法尔茨-茨韦布吕肯。

##### 普法尔茨-吕策尔施泰因公爵
| 普法尔茨-吕策尔施泰因支系 |                               |                         |
| 姓名                      | 統治時間                      | 備註                    |
| 約翰·奧古斯特             | 1592年4月18日 - 1611年9月18日 | 格奥尔格·约翰一世第三子 |

1611年，普法尔茨-吕策尔施泰因绝嗣，归于普法尔茨-古滕堡。

##### 普法尔茨-古滕堡公爵
| 普法尔茨-古滕堡支系 |                         |                                                                 |
| 姓名                | 統治時間                | 備註                                                            |
| 路德維希·菲利普     | 1598年 - 1601年10月24日 | 格奥尔格·约翰一世第四子                                         |
| 格奧爾格·約翰二世   | 1598年 - 1654年9月29日  | 格奥尔格·约翰一世第五子，1598年和哥哥共治，1601年為唯一的統治者 |

1654年，普法尔茨-古滕堡支系绝嗣，归于普法尔茨-费尔登茨支系。

## 普法尔茨-莫斯巴赫公爵
| 普法尔茨-莫斯巴赫支系 |                       |                              |                                                                            |
| 肖像                  | 姓名                  | 統治時間                     | 備註                                                                       |
|                       | 奧托一世              | 1410年5月18日 - 1461年7月5日 | 鲁普雷希特三世第六子，1448年得到诺伊马克，称普法尔茨-莫斯巴赫-诺伊马克公爵 |
|                       | 奧托二世 （"數學家"） | 1461年7月5日 - 1499年6月8日  | 奥托一世长子                                                               |

1499年，普法尔茨-莫斯巴赫-诺伊马克绝嗣，归于普法尔茨长系。